# Jiche

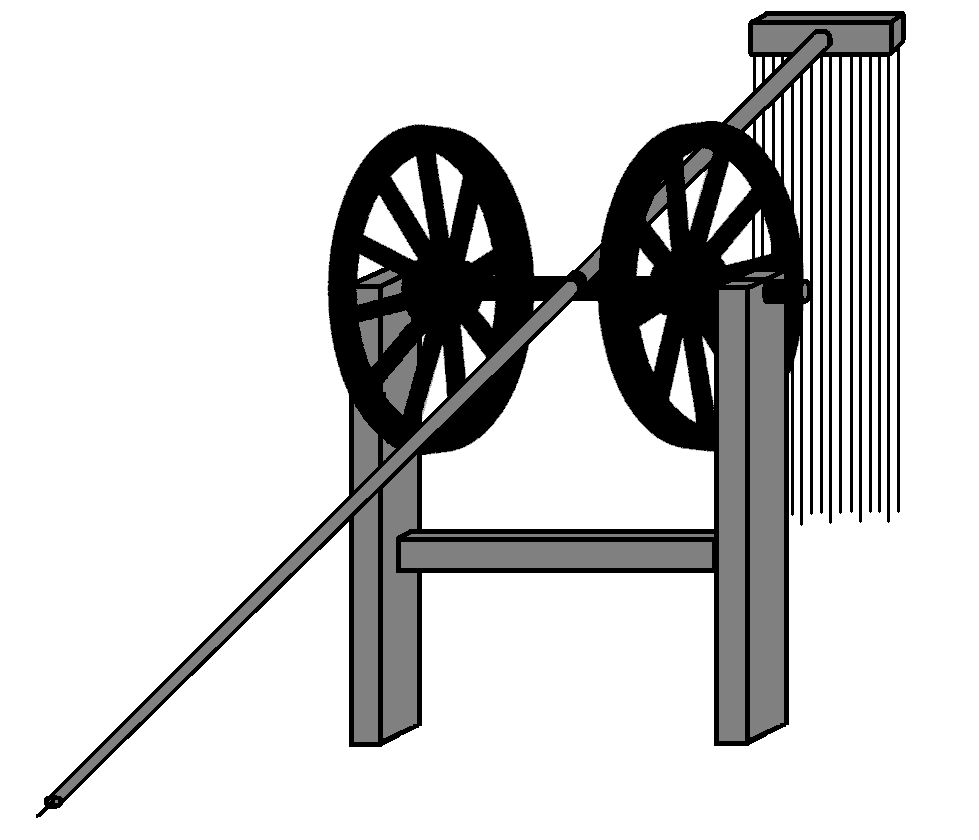
Tekening van de Jiche-katapult.

De Jiche 藉車 "met de kar" is een artilleriewapen uit het oude China, dat wordt beschreven in de Mozi van de Chinees filosoof Mozi. Het is waarschijnlijk de eerste slingerarmkatapult in de geschiedenis.

## Beschrijving
De Jiche is net als alle andere artilleriewapens uit de oudheid en vroege middeleeuwen een katapult ; een wapen dat gebruikmaakt van mechanische energie om projectielen weg te schieten. De slingerarmkatapult werkt volgens het hefboomprincipe en is mogelijk afgeleid van het irrigatiewerktuig sjadoef, dat volgens hetzelfde principe werkt.
De slingerarm had een lengte van 30 tot 35 chi (9-10½ m) en draaide op twee verticale dragers van 17 chi (5,1 m) lang, waarvan voor de stabiliteit 1,2 m in de grond werd begraven. Indien de machine op een harde ondergrond werd gebruikt, waren de dragers ongeveer 4 meter lang. Het draaipunt bestond uit de as en karrenwielen van een kar. De verhouding tussen de korte en lange kant van de draaiarm was 1:3. De slingerarm bestond waarschijnlijk net als bij veel latere Chinese slingerarmkatapulten uit gebundelde stukken rondhout of bamboe, omdat in de Mozi de ijzeren banden beschreven worden die de stukken bij elkaar moesten houden. Aan de lange zijde van de slingerarm was een 2 chi, 8 cun (± 85 cm) lange slinger bevestigd. Hiermee werd het bereik van het wapen met minimaal een derde vergroot. Aan de korte zijde van de slingerarm waren de trekkoorden bevestigd waarmee de trekploeg dit deel van de slingerarm omlaagtrok, waardoor het lange deel omhoog kwam en het projectiel werd weggeslingerd.

## Geschiedenis
Rond 400 v.Chr. verschenen de eerste artilleriewapens. De eerste katapulten waren spangeschut, in feite grote kruisboogwapens op een houten onderstel. Rond 340 v.Chr. werd het torsiegeschut uitgevonden; dit waren artilleriewapens die hun schietenergie niet uit een boogarm maar uit het torsiemoment van getordeerde pezenbundels haalden. Beide wapens werden door de oude Grieken uitgevonden, maar de Chinezen hadden rond 320 v.Chr. ook spangeschut. In diezelfde periode verschenen de eerste slingerarmkatapulten in China. Dit type katapult zou in Europa pas in de 6e eeuw worden geïntroduceerd.
De Jiche wordt beschreven in de teksten van de Chinees filosoof Mozi. De betreffende tekst werd waarschijnlijk ergens tussen het einde van de 4e en het midden van de 3e eeuw v.Chr. geschreven. De Jiche was een defensief wapen waarmee vanaf muren stenen of emmers met gloeiende kolen naar de aanvallers of belegeringstorens werden geslingerd. De katapult kon ook een soort primitieve brandbommen wegslingeren; dit waren uitgeholde boomstammetjes, opgevuld met gloeiende kolen. In de Mozi werd geadviseerd op de muren om de 30 meter een Jiche te plaatsen. De Jiche werd ergens tussen de 3e en 6e eeuw opgevolgd door de Xuanfeng Pao "wervelwindkatapult".